# SOKO Leipzig/Staffel 3
Die dritte Staffel der deutschen Krimiserie SOKO Leipzig feierte ihre Premiere am 25. September 2002 auf dem Sender ZDF. Das Finale wurde am 28. März 2003 gesendet.
Die ersten sechs Episoden der Staffel wurden mittwochs auf dem 18:05-Uhr-Sendeplatz erstausgestrahlt. Da die Einschaltquoten, wie auch schon in den ersten beiden Staffeln, ein konstant hohes Niveau erreichten, wurde die Erstausstrahlung der restlichen Episoden auf den freitäglichen 21:15-Uhr-Sendeplatz verlegt.

## Darsteller
| Rollenname                                      | Schauspieler             |
| ----------------------------------------------- | ------------------------ |
| Kriminalhauptkommissar Hans-Joachim Trautzschke | Andreas Schmidt-Schaller |
| Kriminaloberkommissar Jan Maybach               | Marco Girnth             |
| Kriminaloberkommissarin Ina Zimmermann          | Melanie Marschke         |
| Kriminalkommissar Miguel Alvarez                | Gabriel Merz             |
| Staatsanwältin Dr. Sommer                       | Miriam von Versen        |
| Rechtsmedizinerin Dr. Sandra Schönfeld          | Silke Heise              |
| Rechtsmedizinerin Dr. Kathrin Conradi           | Margrit Sartorius        |

## Episoden
| Nr. (ges.) | Nr. (St.) | Originaltitel            | Erstausstrahlung D | Regie               | Drehbuch                                    | Prod. code |
| --- | --------- | ------------------------ | ------------------ | ------------------- | ------------------------------------------- | ---------- |
| 23 | 1         | Liebeswahn               | 25. Sep. 2002      | Patrick Winczewski  | Eva Zahn, Volker A. Zahn                    | 23         |
| Leni Trautzschke, Tochter von Kriminalhauptkommissar Trautzscke, wird von einem Stalker belästigt. Als sie sich mit ihrem Freund Matti treffen will, wird dieser vor einen LKW gestoßen. Die SOKO glaubt an einen Täter aus Lenis beruflichen Umfeld und schleust Kriminaloberkommissarin Zimmermann undercover in ihre Zeitungsredaktion ein. Doch als der Stalker ein Attentat auf den Kriminalhauptkommissar Trautzschke plant, muss die SOKO schnell reagieren. Gastdarsteller: Peter von Strombeck als Lothar Knesebeck, Thomas Rudnick als Gerd Rusedski, Daniel Wiemer als Markus Steppke |           |                          |                    |                     |                                             |            |
| 24 | 2         | Der Musenkuss            | 2. Okt. 2002       | Patrick Winczewski  | Christine Groß, Hen Hermanns, Stefan Müller | 24         |
| Der Maler Maxim Leutner wird erschlagen. Er hatte am vergangenen Abend die Vernissage seiner ehemaligen Geliebten aufgemischt. Doch die Ermittler finden am Tatort keinerlei Spuren, die zum Mörder führen könnten. Ins Visier der Ermittler geraten neben der ehemaligen Geliebten des Opfers Nadine Döbner, die ihn vor kurzem verlassen hatte, auch der Galerist Daniel Graf und sein Sohn Jonas Leutner. Daniel Graf hatte dem Opfer monatlich 2000 € überwiesen, doch er verstrickt sich ob des Grundes dafür in Widersprüche. Gastdarsteller: Mathias Herrmann als Daniel Graf, Evelyn Opela als Katharina Graf, Susanne Lüning als Nadine Döbner, Fabian Zapatka als Jonas Leutner |           |                          |                    |                     |                                             |            |
| 25 | 3         | Einsame Herzen           | 9. Okt. 2002       | Oren Schmuckler     | Inès Keerl                                  | 31         |
| Frauenheld Pascal Bortloff wird in seiner Wohnung erschlagen. Am Abend vorher hatte er die Beziehung mit der alleinerziehenden Maria Hoffmann beendet. Bei den Ermittlungen geraten neben dieser auch eine Partnervermittlungen und deren Geschäftsführerin Gerlinde Lies, sowie die Spanierin Carmen Rubio in Verdacht. Dabei stoßen die Kommissare auf ein betrügerisches Spiel. Gastdarsteller: Isolde Barth als Gerlinde Lies, Ines Baric als Maria Hoffmann, Mandala Tayde als Carmen Rubio, Marthe Schwiers als Karin Herfurth, Marcus Grüsser als Pascal Bortloff, Manfred Zapatka als Dr. Schäfer |           |                          |                    |                     |                                             |            |
| 26 | 4         | Verliebt in einen Lehrer | 16. Okt. 2002      | Michel Bielawa      | Heike Rübbert                               | 25         |
| Lehrer Jochen Gahl wird nach einem Treffen seiner Theater-AG tot aufgefunden. Der Abend scheint nicht so harmlos abgelaufen sein, wie von den Schülern zunächst behauptet. Die Schüler Stefan und Mark hatten nach den Themen für die nächste Klausur gesucht und waren danach aus der Wohnung des Lehrers geworfen wurden. Doch auch die Schülerin Melanie, die nach dem Treffen einen Suizidversuch unternommen hatte und ins Krankenhaus eingeliefert wurde, wirkt verdächtig. Als sie aus der Klinik flieht und bei ihren Freunden auftaucht, führt dies zu einem heftigen Streit. Gastdarsteller: Kirsten Block als Frau Gerold, Hannah Herzsprung als Jessica, Rhea Harder als Melanie, Philipp Danne als Stefan, Nicolas Kantor als Mark |           |                          |                    |                     |                                             |            |
| 27 | 5         | Der Hellseher            | 23. Okt. 2002      | Oren Schmuckler     | Axel Hildebrand                             | 29         |
| Die Tochter des Obsthändlers Klausner, Anne Klausner, wird seit drei Tagen vermisst. Die Ermittler der SOKO sind ratlos, doch als der von Annes Vater beauftragte Hellseher Maximilian sie während einer Seance zum Fundort der Leiche der jungen Frau führt, kommt in die festgefahrenen Recherchen wieder Schwung. Für Kriminalhauptkommissar Trautzschke ist der Hellseher, der über Täterwissen zu verfügen scheint, verdächtig. Allerdings geraten auch Annes Freund Lutz Pfeiffer und ihr Ex-Verlobter Harry Markowski unter Verdacht. Als Jan als Kunde des Hellsehers auf die Spur des Geheimnisses seines Wissens über die Tat kommt, nimmt der Fall eine unerwartete Wendung. Gastdarsteller: Cusch Jung als Maximilian, Katja Woywood als Valeria, Hans Teuscher als Jochen Klausner, Rita Feldmeier als Dani Klausner, Rainer Frank als Harry Markowski, Thomas Eisen als Lutz Pfeiffer |           |                          |                    |                     |                                             |            |
| 28 | 6         | Tödliche Kurse           | 30. Okt. 2002      | Michel Bielawa      | Nikos Ligouris, Claus Wilbrandt             | 26         |
| Der Versicherungsmakler Ingo Buschmann wird in seiner Wohnung erschossen. Der Schuss kam aus dem benachbarten Abbruchhaus. Buschmann scheint unter seinen Mitarbeitern nicht besonders beliebt und seiner Frau nicht unbedingt treu gewesen zu sein. Der Verdacht fällt auf einen seiner ehemaligen Mitarbeiter, der ihm nach seiner Entlassung Morddrohungen geschickt hatte. Doch auch der Ehemann seiner Affäre scheint ein starkes Motiv zu besitzen und der Obdachlose Maxe verschweigt den Ermittlern etwas. Gastdarsteller: Isa Jank als Annette Buschmann, Anke Schwiekowski als Petra Seifert, Rainer Winkelvoss als Volker Seifert, Theresa Scholze als Conny Seifert, Günter Junghans als Maxe |           |                          |                    |                     |                                             |            |
| 29 | 7         | Verhängnisvolle Heimkehr | 3. Jan. 2003       | Patrick Winczewski  | Nikos Ligouris, Claus Wilbrandt             | 34         |
| Claudia Hellberg wird auf einen Autobahnparkplatz in der Nähe des Flughafens niedergeschlagen. Als die Ermittler anrücken, stellt Rechtsmedizinerin Dr. Sandra Schönfeld fest, dass das Opfer nicht tot, sondern nur leblos ist. Er stellt sich heraus, dass die nun im Koma liegende Claudia Hellberg mit einem Blumenstrauß auf dem Weg zum Konzert des jungen Pianisten Clemens Gröning war. Bei einer Befragung gibt er an, die Frau nicht zu kennen. Eine weitere Spur führt die Ermittler zu Thomas Brinkmann, den Inhaber eines fast insolventen Leipziger Verlages. Er kann der SOKO den Hinweis auf das Geheimnis des Opfers geben: Claudia Hellberg ist die Mutter von Clemens Gröning, doch war im Sommer 1989 ohne ihren Sohn aus der DDR über Ungarn geflohen. Als sie aus dem Koma aufwacht, kann sie sich an nichts erinnern, doch Kriminalhauptkommissar Trautzschke ist sich sicher, dass sie mehr weiß, als sie sagen will. Gastdarsteller: Maike Bollow als Barbara Gröning, Susan Anbeh als Claudia Hellberg, Martin Armknecht als Thomas Brinkmann, Pablo Ben Yakov als Clemens Gröning, Michael Pan als Walter Gröning |           |                          |                    |                     |                                             |            |
| 30 | 8         | Toten schenkt man nichts | 10. Jan. 2003      | Michel Bielawa      | Wolfgang Bellmer                            | 27         |
| Der reiche Kurt Schwennstedt kehrt nach mehr als 60 Jahren nach Leipzig zurück, um sich mit seinem Jugendfreund Heinrich Hartung am Grab der gemeinsamen Liebe Mathilde zu versöhnen. Doch wenig später ist Hartung tot. Die SOKO-Ermittler finden heraus, dass praktisch jeder der Begleiter des mittlerweile in Schweden lebenden Schwennstedt ein Motiv hätte, die Versöhnung zu verhindern. Denn Schwennstedt hatte den Plan eine vor seinem Verschwinden aus Leipzig gestohlene Kunstsammlung an Hartung zurückzugeben. Als schließlich die Enkelin der Toten, Verena, den Kriminaloberkommissaren Maybach und Zimmermann die Lebenslüge Schwennstedts offenbart, gerät auch dieser unter Verdacht. Doch Kriminalhauptkommissar Trautzschke zweifelt an dessen Schuld und der Fall nimmt eine überraschende Wendung. Gastdarsteller: Friedrich Schoenfelder als Kurt Schwennstedt, Harald Warmbrunn als Heinrich Hartung, Frank Behnke als Sven Schwennstedt, Christof Wackernagel als Thomas von Bargen, Nick Wilder als Hennigfeld, Susann Uplegger als Verena Hartung, Lotte Letschert als Mathilda                                  |           |                          |                    |                     |                                             |            |
| 31 | 9         | Seitensprung             | 17. Jan. 2003      | Oren Schmuckler     | Anne Neunecker                              | 32         |
| Dr. Holger Zerban wird mit seiner eigenen Waffe erschossen. Zerban, der ein Doppelleben führt, stand zwischen seiner Ehefrau, mit welcher er die Wochenenden verbrachte, und seiner Geliebten Milena Buresch, der Tochter seines Chefs, mit der er wochentags lebte. Die Kommissare finden heraus, das Zerbans Doppelleben aufgeflogen war und Milena Buresch ein Kind von ihm erwartet. Die Ermittler stehen vor einem Rätsel, behaupten doch beide Frauen, er hätte sich für sie entschieden. Doch auch sein Chef Martin Buresch war von der Beziehung mit seiner Tochter alles andere als begeistert. Gastdarsteller: Katrin Waligura als Yvonne Zerban, Hansjürgen Hürrig als Martin Buresch, Sanna Englund als Milena Buresch, Marc Richter als Steffen Rathke |           |                          |                    |                     |                                             |            |
| 32 | 10        | Die Liebesfalle          | 24. Jan. 2003      | Oren Schmuckler     | Rainer Butt                                 | 30         |
| Die Leiche von Anita Krug wird in einem Hotel gefunden. Ehemann Bernd Krug, der seiner Frau ins Hotel folgte, und Geschäftsmann Thomas Gerhardt, der kurz nach dem Mord die Tiefgarage des Hotels fluchtartig verließ, geraten ins Blickfeld der Nachforschungen. Doch keiner der beiden will im Hotelzimmer der Toten gewesen sein. Da Anita Krug schon zu DDR-Zeiten während der Messen in Leipzig als Messe-Hostess im Hotel ein und aus ging, stellt sich heraus, dass Gerhardt und die Tote eine Affäre hatten. Kriminalhauptkommissar Trautzschke glaubt an eine Stasi-Operation im Hotel, da dort während der Messen oft westdeutsche Gäste abstiegen. Bei den Ermittlungen behilflich könnte Anita Krugs Freundin, und ebenfalls ehemalige Messe-Hostess, Tanja Piper, sein. Doch sie schweigt und gerät in eine tödliche Gefahr. Gastdarsteller: Gerd Silberbauer als Thomas Gerhardt, Jeanette Arndt als Tatjana Piper, Peter W. Bachmann als Bernd Krug, Matthias Hummitzsch als Schneider, Manfred Möck als Holzer |           |                          |                    |                     |                                             |            |
| 33 | 11        | Tod einer Diva           | 31. Jan. 2003      | Michel Bielawa      | Eva Zahn, Volker A. Zahn                    | 28         |
| Nach einem Auftritt der Chansonette Babette Bischoff, den auch Kriminalhauptkommissar Trautzschke und seine Tochter Leni besucht haben, wird die Künstlerin in ihrer Wohnung ermordet. Es scheint sich um eine Beziehungstat zu handeln. Das Team findet heraus, dass Hajos Idol in Wirklichkeit eine launische Person war, die oft Streit mit ihrer Agentin Kerstin Nolte hatte, ihren Ehemann Marcello kontrollierte und ihren Sohn Berthold vernachlässigte. Es stellt sich heraus, dass sich Berthold einer rechtsradikalen, kriminellen Gruppe angeschlossen hatte und die Ehe zwischen Babette und Marcello arrangiert ist. Gastdarsteller: Anatole Taubman als Marcello, Bastian Sierich als Berthold, Bettina Kramer als Kerstin Nolte, Rene Schwittay als Maik |           |                          |                    |                     |                                             |            |
| 34 | 12        | Die Witwe                | 14. Feb. 2003      | Christoph Eichhorn  | Eva Zahn, Volker A. Zahn                    | 38         |
| Otto von Saalfeld, ein Bauunternehmer, ist verschwunden. Das Team um Leiter Kriminaloberkommissar Maybach, der für Kriminalhauptkommissar Trautzschke die Urlaubsvertretung antritt, übernimmt den Fall und findet die Leiche des Verschwundenen im Kofferraum seiner Luxuslimousine. In Verdacht gerät Bauer Ingo Böhme, der Saalfeld der Brandstiftung bezichtigt, aber auch Ehefrau Corinna von Saalfeld gerät unter Verdacht, da sie vom Bruder ihres toten Ehemanns beschuldigt wird. Als dann ein Mordanschlag auf sie verübt wird, kann Jan Maybach sie retten und der Verdacht fällt auf ihren Schwager, der seinen Chauffeur für diesen Mord beauftragt haben könnte. Derweil entwickelt sich zwischen dem Kriminaloberkommissar und Corinna von Saalfeld eine verbotene Affäre. Gastdarsteller: Katharina Abt als Corinna von Saalfeld, Bernd Herzsprung als Alexander von Saalfeld, Armin Dillenberger als Ingo Böhme, Tilo Keiner als Tobias Schneider |           |                          |                    |                     |                                             |            |
| 35 | 13        | Unter Asphalt            | 21. Feb. 2003      | Christoph Eichhorn  | Roland Heep, Frank Koopmann                 | 37         |
| Bei der Behebung eines Wasserrohrbruchs finden Bauarbeiter im Straßenfundament ein menschliches Skelett. Es handelt sich um den vermissten Bauunternehmer Egon Scherer. Während bisher vermutet wurde, er sei vor Jahren wegen seiner Schulden ins Ausland geflüchtet, stellt sich nun heraus, dass er ermordet wurde. Seine Frau Verena, sein Bruder Walter und sein ehemaliger Geschäftspartner Otto Holst haben jeweils ein Motiv. Die SOKO muss nun Scherers letzte Tage nachvollziehen. Da geschieht unerwartet noch ein zweiter Mord. Gastdarsteller: Ulrich Gebauer als Walter Scherer, Lucia Gailová als Anna Scherer, Ulrike Grote als Verena Scherer, Detlef Kapplusch als Otto Holst |           |                          |                    |                     |                                             |            |
| 36 | 14        | Crash                    | 28. Feb. 2003      | Patrick Winczewski  | Hen Hermanns                                | 33         |
| Nils Kretzschmer wird mit einer Hantel erschlagen von seiner Freundin aufgefunden. Die Ermittler der SOKO glauben an eine Beziehungstat. Es führt auch eine Spur in die Autowerkstatt von Manfred Ehlers, bei dem der Tote als Mechaniker angestellt war. Dort findet sich schnell ein Tatverdächtiger mit Motiv: Kollege Mario Menzel, dem Nils Kretzschmer die Freundin ausgespannt hatte. Doch als Herta, die Haushälterin von Kriminaloberkommissar Maybach, durch einen dubiosen Unfall mit der Autowerkstatt in Kontakt kommt, führen die Ermittlung in eine ganz andere Richtung: ein hinterlistiger Betrug kann aufgedeckt werden. Gastdarsteller: Bruno F. Apitz als Manfred Ehlers, Katrin Weißer als Julia Winter, Christoph Bach als Mario Menzel, Holger Doellmann als Ingo Kahnt, Manfred Zapatka als Dr. Schäfer |           |                          |                    |                     |                                             |            |
| 37 | 15        | Die blinde Zeugin        | 7. März 2003       | Patrick Winczewski  | Jürgen Starbatty                            | 42         |
| Der Bruder der blinden Lissy Lahnfeldt wird ermordet. Bei den Ermittlungen kommen sich Kriminalkommissar Alvarez und die Schwester des Toten einander näher. In Ermittler finden heraus, dass sich der tote Journalist für die Operation der querschnittsgelähmten Tina Gerdes durch Dr. Schagen eingesetzt hatte. Allerdings scheint der Freund der jungen Tina dem Ganzen skeptisch gegenüberzustehen, auch stellt sich heraus, dass Lahnfeldt Patient bei Dr. Hauffe war. Schließlich kommt Lissy Lahnfeldt dem Täter auf die Spur und gerät in Lebensgefahr. Gastdarsteller: Caroline Redl als Lissy Lahnfeldt, Lutz Herkenrath als Dr. Schagen, Arved Birnbaum als Dr. Hauffe, Elisabeth Sutterlüty als Tina Gerdes, Moritz Führmann als Holger Likowski |           |                          |                    |                     |                                             |            |
| 38 | 16        | Gute Nachbarn            | 14. März 2003      | Christoph Eichhorn  | Lo Blickensdorf, Rainer Wittkamp            | 40         |
| Kriminalhauptkommissar Trautzschke und Kriminalkommissar Alvarez sind auf dem Heimweg, als sie zu einem Einsatz gerufen werden. In der Kronen-Apotheke wurde eingebrochen und die Apothekerin Renate Menzel ermordet. Bei der Verfolgung von zwei Verdächtigen bricht sich Trautzschke das Bein und Kriminaloberkommissar Maybach übernimmt die Leitung der SOKO. Während seiner Krankschreibung kommt Trautzschke in der Wohnung seiner Tochter Leni unter. Dabei beobachtet er von seinem Fenster aus einen vermeintlich Mord im Nachbarhaus, doch eine Leiche kann nicht gefunden werden. Die SOKO-Ermittler zweifeln die Glaubwürdigkeit ihres Chefs an, da dieser Schmerzmittel genommen hat. Er hält jedoch an der Geschichte fest und seine Physiotherapeutin Eleonore macht sich auf eigene Faust auf in die Wohnung, in der der Mord stattgefunden haben soll. Sie gerät in Lebensgefahr. Gastdarsteller: Eva Kryll als Eleonore, Peter Prager als Carsten Menzel, Anika Mauer als Frau Selter, Jakob Köhn als Geliebter |           |                          |                    |                     |                                             |            |
| 39 | 17        | Mord ist sein Hobby      | 21. März 2003      | Patrick Winczewski  | Axel Hildebrand                             | 41         |
| Herbert Kochler erscheint im Büro der SOKO und gesteht einen Mord, doch Kriminalhauptkommissar Trautzschke schickt ihn wieder nach Hause. Auch wenn Herbert immer wieder Morde, über die er durch die Zeitung erfahren hat, gesteht, scheint dieser Fall anders. Kriminaloberkommissarin Zimmermann findet heraus, dass über den aktuellen Mord an dem Streifenpolizisten Karsten Hoefke nichts bekannt ist. Als sie in der Wohnung des Beamten nach dem Verschwundenen suchen wollen, finden sie diesen tot auf. Während der Teamchef nicht an die Schuld Kochlers glaubt, verhält sich der Chef des auf den Revier scheinbar unbeliebten Toten, Polizeihauptkommissar Udo Kamphausen, merkwürdig und die Ermittler kommen einem Geheimnis auf die Spur. Gastdarsteller: Günter Schubert als Herbert Kochler, Christopher Krieg als Udo Kamphausen, Sven Gerhardt als Enrico Becker, Anke Rähm als Marina Glasow, Alexander Schubert als Boris Kochler |           |                          |                    |                     |                                             |            |
| 40 | 18        | Das Duell                | 28. März 2003      | Dagmar von Chappuis | Rainer Butt                                 | 35         |
| Der Rentner Paul Baumgarten wird brutal ermordet. Kriminalhauptkommissar Trautzschke und sein Team kommen schnell dem vermeintlichen Mörder Ingo Meier auf die Schliche, doch sein Anwalt Dr. Schäfer gelingt es immer, die Beweiskette der Polizei zu entkräften. Als dann auch noch die einzige Zeugin Frau Zanger eingeschüchtert wird und die Aussage verweigert, entwickelt sich ein Machtkampf zwischen dem Anwalt und dem SOKO-Chef. Gastdarsteller: Manfred Zapatka als Dr. Schäfer, Stefan Kaminsky als Ingo Meier, Jana Hora als Mechthild Zanger, Heide Kipp als Frau Baumgarten |           |                          |                    |                     |                                             |            |